# Altona-Kieler Eisenbahn-Gesellschaft

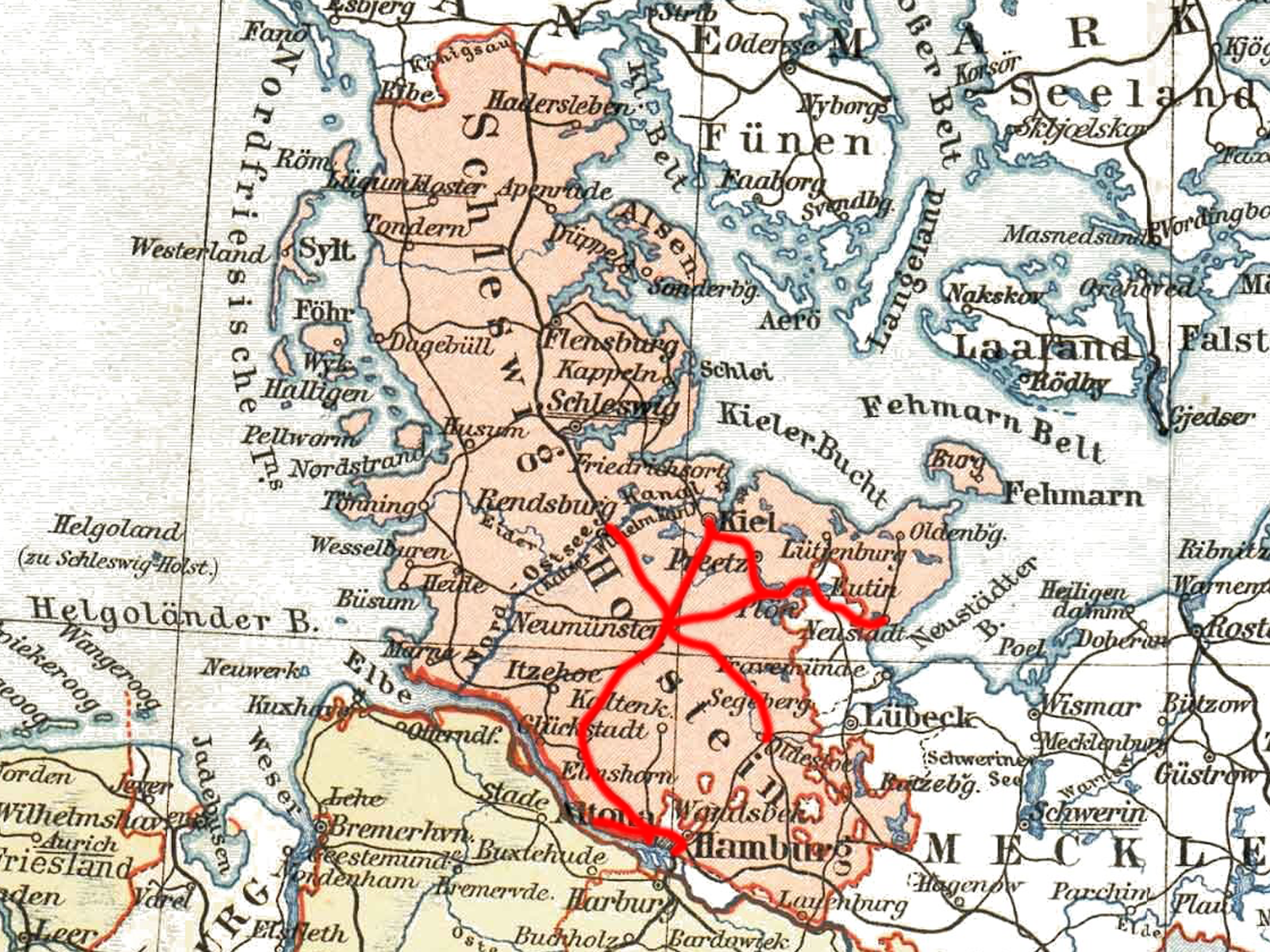
Streckennetz der AKE im Jahr 1884

Die Altona-Kieler Eisenbahn-Gesellschaft (AKE) war eine Aktiengesellschaft im mit dem Königreich Dänemark in Personalunion verbundenen Herzogtum Holstein, die die Eisenbahn zwischen Altona/Elbe und der Ostseehafenstadt Kiel baute und betrieb. Damals war Altona die zweitgrößte Stadt und die 1844 eröffnete Eisenbahnstrecke von Altona nach Kiel die erste unter dänischer Hoheit.

## Entstehung

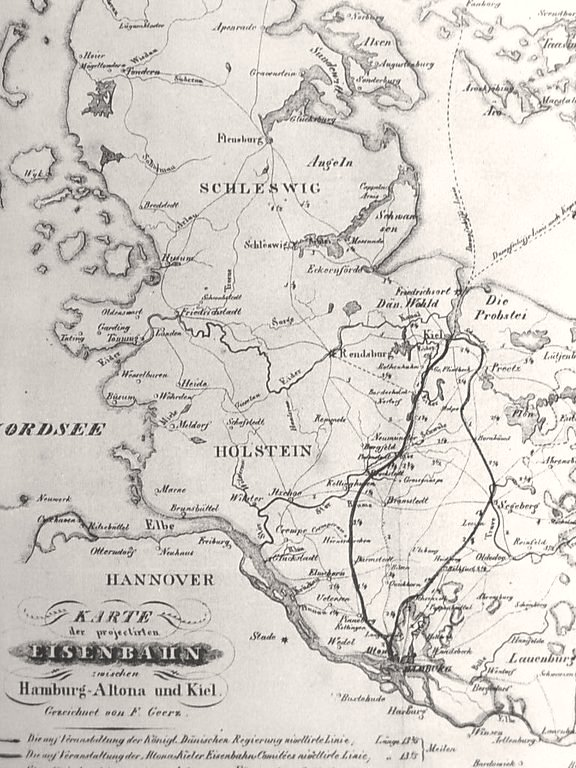
Streckenalternativen: über Segeberg oder Neumünster

### Vorgeschichte

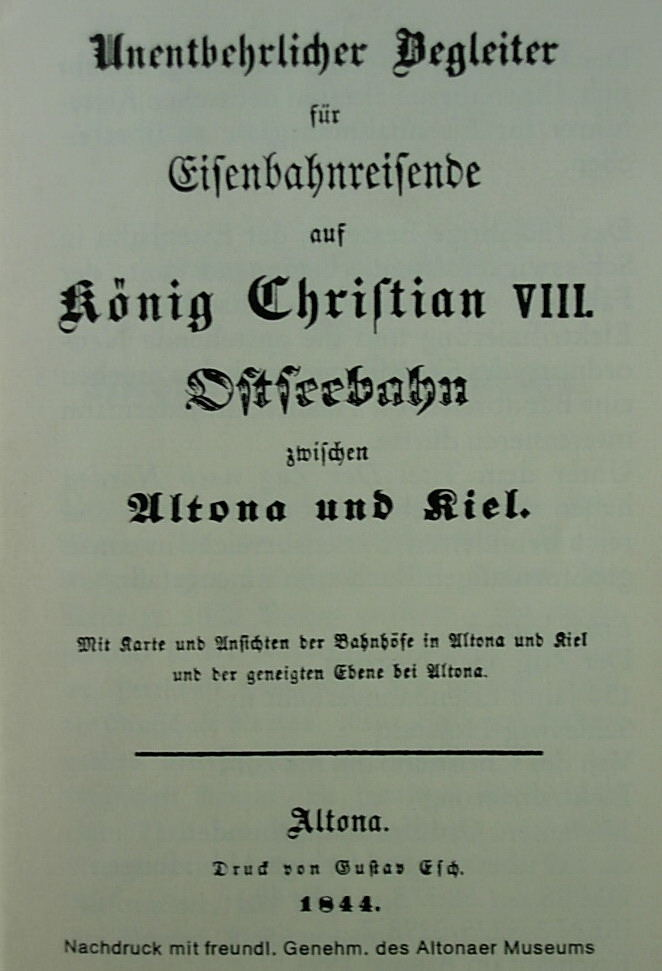
Titelblatt des „Unentbehrlichen Begleiters für Eisenbahnreisende auf König Christian VIII. Ostseebahn zwischen Altona und Kiel“

Die AG wurde im Dezember 1840 auf Betreiben von Kaufleuten aus Altona und Kiel gegründet, die sich durch die Verbindung von Nord- und Ostsee eine Verbesserung der Transport- und Absatzmöglichkeiten ihrer Waren versprachen und sich zur Förderung dieses Ziels im Altona-Kieler Eisenbahnkomitee zusammengeschlossen hatten. Zu den Kieler Initiatoren zählten Georg Hanssen und Johann Christian Kruse.
Einer zuvor bereits von Friedrich List angeregten Eisenbahnverbindung zwischen den Hansestädten Hamburg und Lübeck hatte die Königliche Eisenbahn-Commission, die 1835 von Dänemarks König Friedrich VI. eingesetzt worden war, die Konzessionierung verweigert, da der Thronfolger Christian VIII. eine Eisenbahnverbindung zwischen Elbe und Ostsee aus fiskalischen Gründen nur auf ihm untertänigen Territorium dulden wollte.

### Finanzierung
Das Gesellschaftskapital verteilte sich 1844 wie folgt (in Prozent):
- 27,0 %: Dänischer Gesamtstaat
- 21,6 %: Stadt Altona
- 19,2 %: Privater Streubesitz
- 16,2 %: Stadt Kiel
- 13,1 %: Aktien in Besitz der Gesellschaft
- 01,1 %: Stadt Neumünster
- 01,1 %: Altonaisches Unterstützungsinstitut
- 00,4 %: Stadt Elmshorn
- 00,3 %: Stadt Pinneberg

### Trassenbestimmung
Mit der Trassenplanung wurde der englische Ingenieur Geo W. Buck beauftragt. Er kam zu dem Ergebnis, dass wegen des geringeren Reliefunterschiedes die Strecke nicht über Segeberg, sondern über Barmstedt und Neumünster geführt werden solle. Nachdem infolge des Einflusses des Elmshorner Bürgers Klaus Panje eine höhere Beteiligung am Aktienkapital angeboten wurde und sich von dort auch die Erschließung einer weiteren westholsteinischen Strecke wirtschaftlicher vornehmen ließ, entschied sich die Generalversammlung der Gesellschaft im Mai 1842 für diese westlichste Trassenvariante. Christian VIII. erteilte die Konzession zum Bau und Betrieb dem Agenten Carl Theodor Arnemann und dem Advokaten Friedrich Otto Theodor Lübbes am 28. Juni 1842. Die Endbahnhöfe sollten in unmittelbarer Nähe des jeweiligen Hafens errichtet werden.
Weitere Bahnhöfe lagen in Pinneberg, Tornesch, Elmshorn, Wrist, Neumünster und Bordesholm, dazu Anhaltestellen in Stellingen, Eidelstedt, Halstenbeck, Priesdorf, Horst, Dauenhof, Siebenecksknöll, Brockstedt, Pahdenstedt, Fohrde und Meimersdorf (in der Schreibweise von 1844).

### Bau und Eröffnung

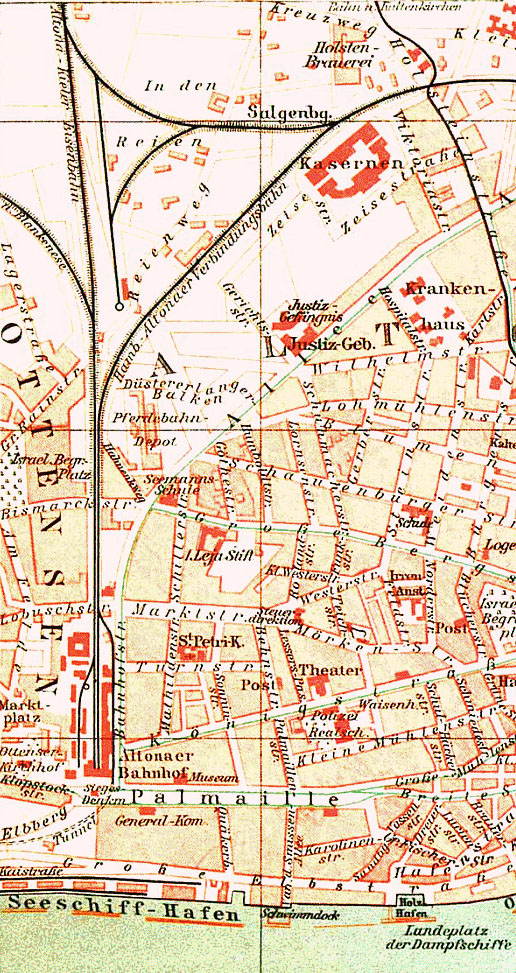
Lageplan Bahnhof Altona mit Verbindungsbahn um 1890

Baubeginn der 105 Kilometer langen, außer in Kiel, Neumünster und Altona zunächst eingleisigen Strecke war im März 1843; Oberingenieur (ab 1845 zum ausführenden Direktor der Gesellschaft befördert) wurde Eduard Dietz, der vorher bei der Leipzig-Dresdner Eisenbahn-Compagnie gearbeitet hatte. Eröffnet wurde sie unter dem Namen Christian VIII. Østersø Jernbane (König Christian VIII. Ostseebahn) am 18. September 1844, dem Geburtstag des Königs. Es gab eine Feier in der Wagenhalle des noch nicht fertiggestellten Altonaer Bahnhofs und die erste Fahrt nach Kiel in einer Fahrtzeit von drei Stunden. Dies war die erste Eisenbahnstrecke im dänischen Gesamtstaat. Für den Betrieb standen anfangs zehn Lokomotiven, acht Tender, 37 Personen- und 50 Güterwagen zur Verfügung. Die zulässige Höchstgeschwindigkeit betrug bei Tageslicht 45 km/h, bei Dunkelheit 30 km/h.
Zur Signalisierung der Zugfahrten wurden Signalflaggen eingesetzt: Zeigte die Flagge in Fahrtrichtung, war „freie Fahrt“ geboten. Wurde die Flagge in den Boden gesteckt, signalisierte dies „Vorsicht geboten“. Die signalisierenden Wärter waren so dicht an der Strecke postiert, dass jeder Wärter den nächsten beobachten konnte. Am Anfang der Bahn waren von 226 Mann insgesamt allein 112 als Signalwärter eingesetzt. An den Ausweichen wurde dem „Dampfwagenführer“' durch Weichenscheiben in lotrechter oder schräger Stellung die Stellung der Weichen signalisiert.

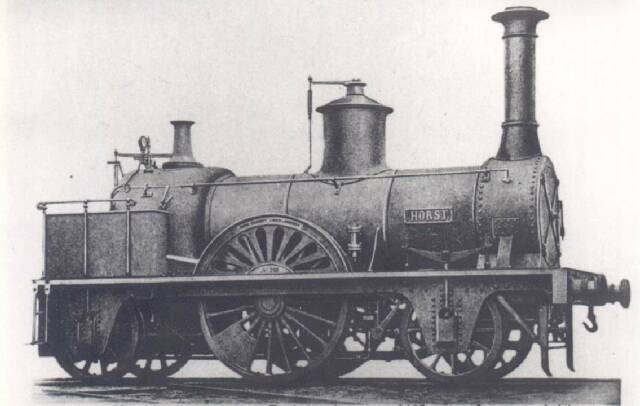
Lokomotive HORST, 1885 als Altona 5 von der Direktion Altona übernommen

Das rollende Material wurde nach einer internationalen Ausschreibung geordert: je fünf Dampflokomotiven mit der Achsfolge „1A1“ kamen von den Firmen Kitson, Thompson & Lewison aus Leeds und Hawthorn aus Newcastle, die dazugehörigen Schlepptender von Wöhlert in Berlin, die Personenwagen von Röhe & Wienbarg (Altona), Pack- und Güterwagen von Meyer (Uetersen), Knupper (Altona) und Schweffel&Howaldt (Kiel).

## Fahrplan und Uhrzeit

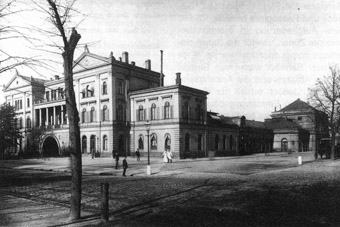
Der erste Bahnhof in Altona mit seitlichen Anbauten um 1890, von Süden gesehen
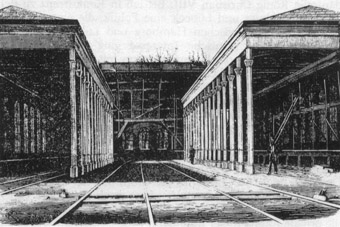
Die Personenbahnsteige hinter dem Gebäude waren überdacht. Nach einer Daguerreotypie von Carl Ferdinand Stelzner um 1844.
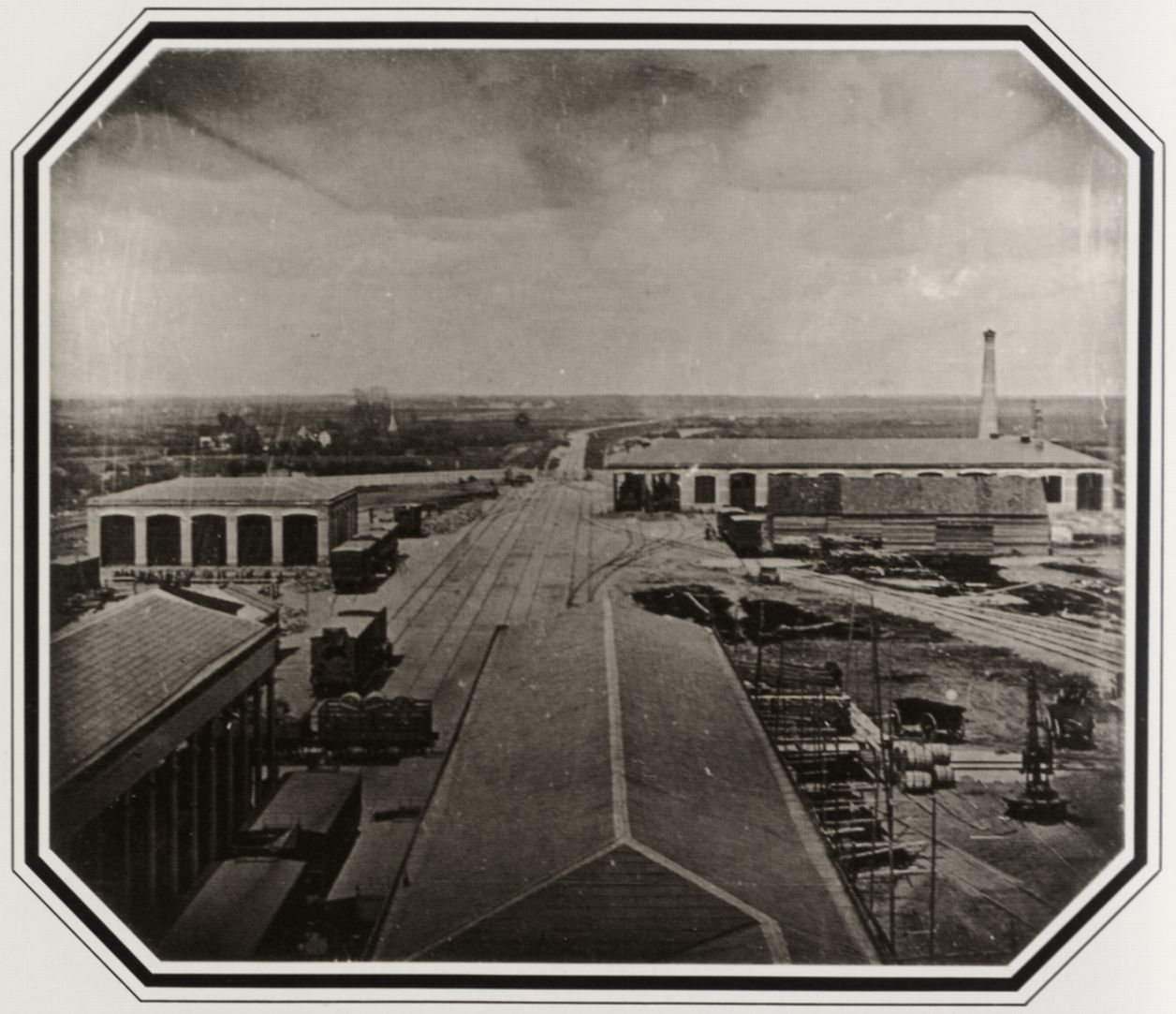
Bahnhofsanlage in Altona 1844, seitenverkehrte Daguerreotypie im Altonaer Museum von Carl Ferdinand Stelzner, um 1844 (Spätsommer)
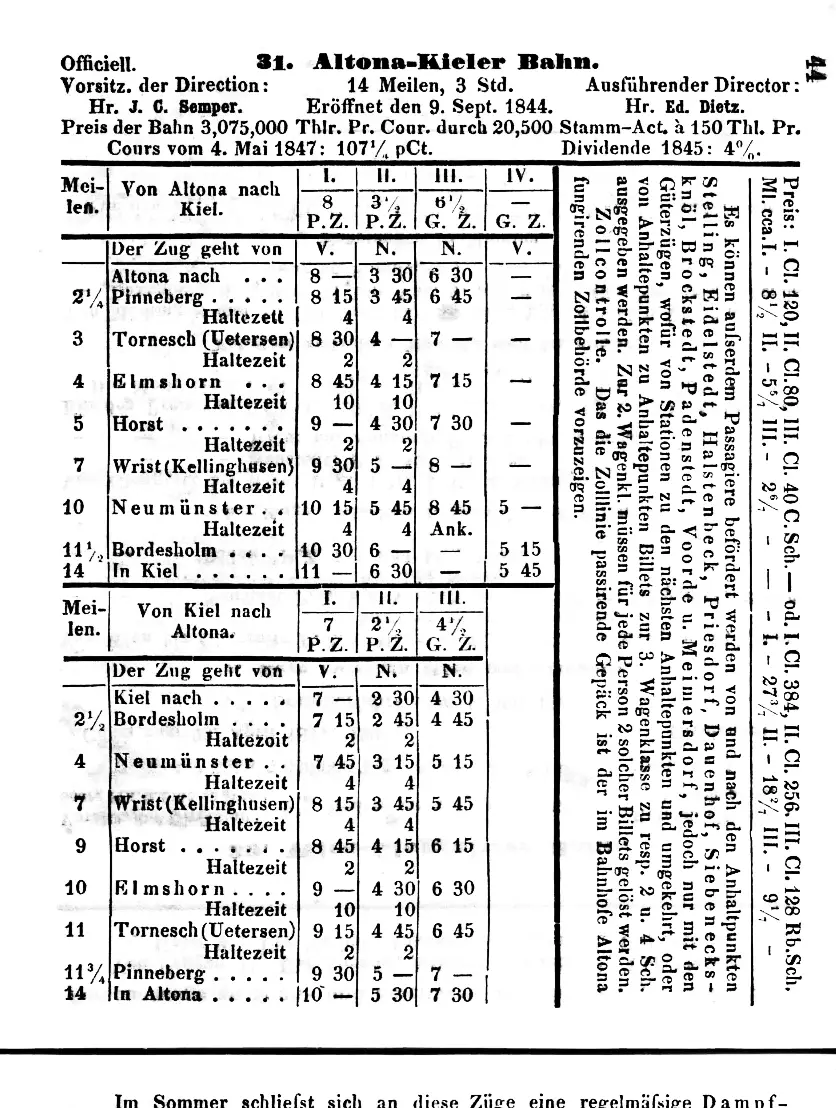
Fahrzeiten 1847

Aus der geografischen Lage der Strecken-Endpunkte Altona und Kiel ergab sich hinsichtlich der genauen astronomischen Ortszeit eine Differenz von etwa 40 Sekunden. Je nachdem, welche Ortszeit man zugrunde gelegt hätte, wäre ein Zug zwischen Altona und Kiel jeweils um fast eine Minute „zu früh“ oder „zu spät“ angekommen. Um diesem Problem zu begegnen, wurde in Zusammenarbeit mit der Altonaer Sternwarte und ihrem Leiter Heinrich Christian Schumacher eine künstliche mittlere Uhrzeit für die Angaben im Fahrplan bestimmt. Die danach verbleibende maximale Zeitdifferenz von 20 Sekunden zu den örtlichen Uhren wurde nicht mehr so auffällig als scheinbare Verspätung wahrgenommen.
Dieses Problem, das mit zunehmenden Streckenentfernungen und Reisegeschwindigkeiten auch bei anderen Eisenbahnen auftrat, war übrigens ein Anlass zur Einberufung der Internationalen Meridian-Konferenz im Oktober 1884 in Washington, D.C., auf der vereinbart wurde, die Erde in 24 Zeitzonen aufzuteilen, in denen jeweils unabhängig von der tatsächlichen Ortszeit eine für alle in dieser Zone liegenden Orte geltende „Einheitszeit“ verwendet werden sollte. Nach den entsprechenden Vorbereitungen wurde daraufhin 1893 in Deutschland die „Mitteleuropäische Zeit“ eingeführt, die orts- und länderübergreifende korrekte Uhrzeitangaben in den Fahrplänen ermöglichte.

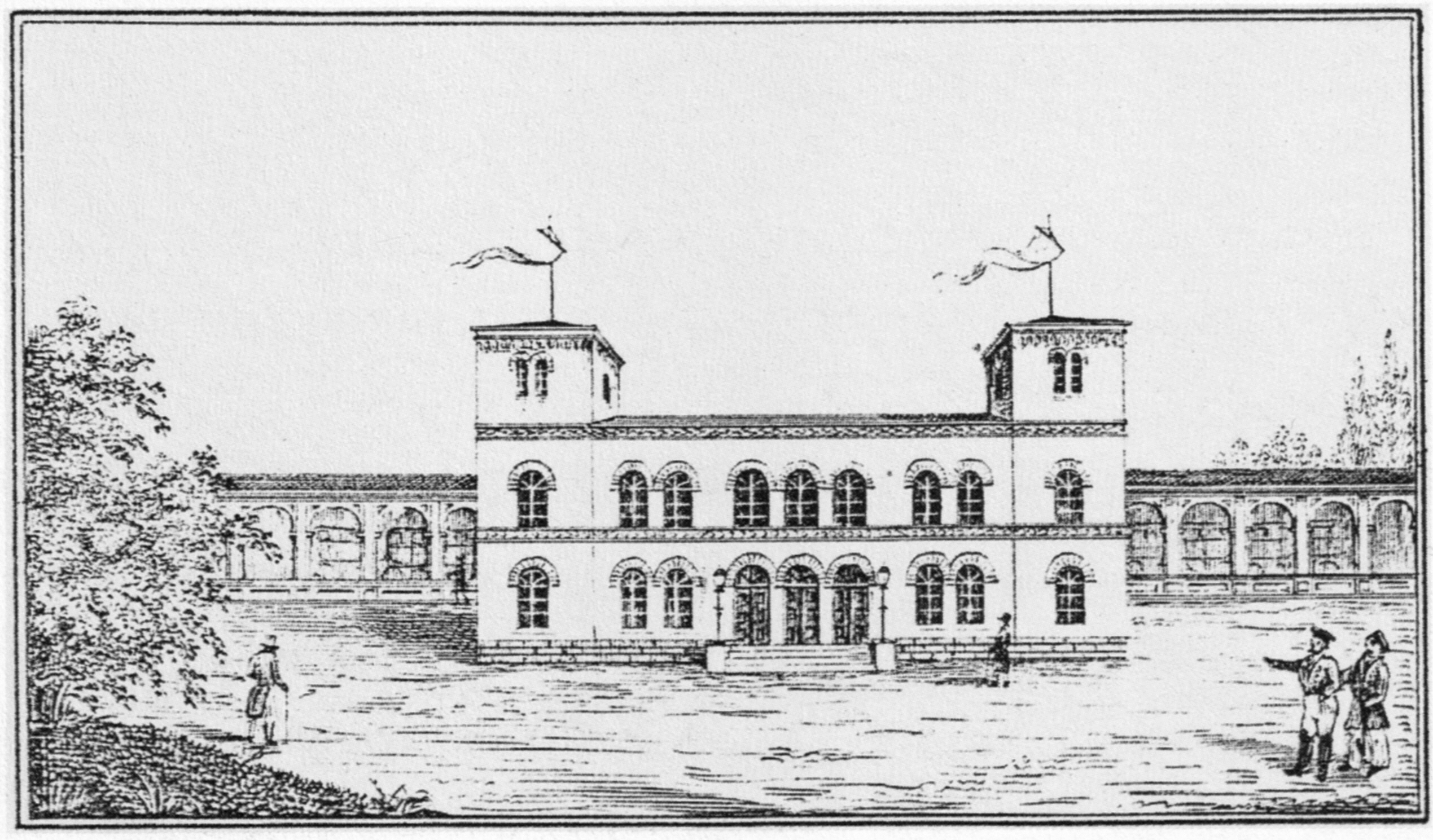
Der Bahnhof in Kiel 1844
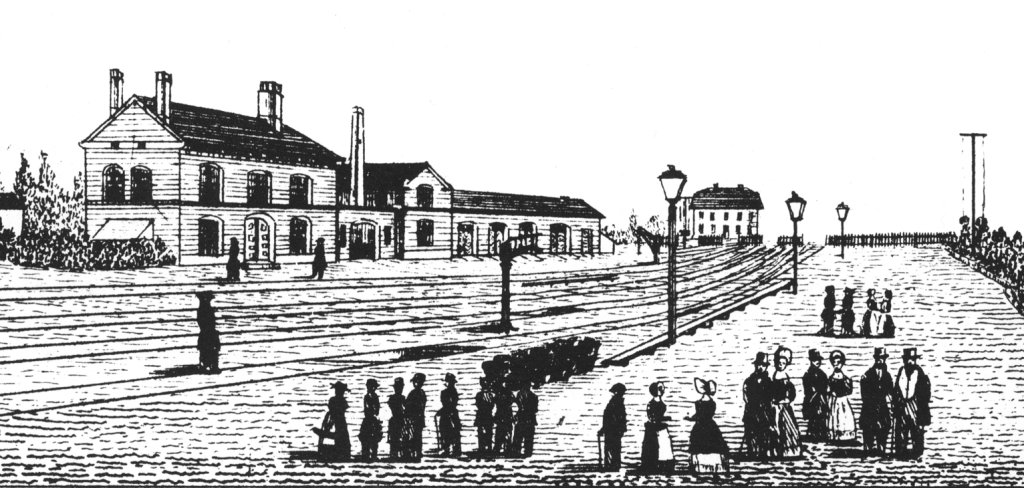
Der Bahnhof Elmshorn 1844
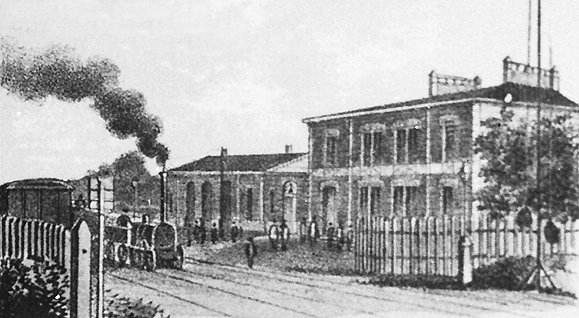
Der Bahnhof in Tornesch 1850
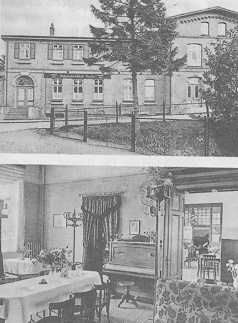
Der Bahnhof Fohrde (Voorde) um 1930 mit Wartesaal I. und II. Klasse

## Erweiterung des Eisenbahnnetzes
Gleich nach der Fertigstellung der Hauptstrecke begann der Bau einer Verbindung vom tiefer gelegenen Elbufer zum Altonaer Bahnhof, bei der die Güterwagen per Seilzug über eine 210 Meter lange geneigte Ebene den Höhenunterschied von 30 Metern überwanden (siehe Schellfischtunnel / Altonaer Hafenbahn). Die Inbetriebnahme erfolgte 1845. Die Hafenbahn in Kiel hingegen, wo der Bahnhof nicht so hoch über dem Hafen liegt, hatte schon am 1. September 1844 den Verkehr aufgenommen.
Ebenfalls 1845 erweiterte die Gesellschaft ihr Netz, als sie die Betriebsführung der 34 Kilometer langen Strecke der Rendsburg-Neumünsterschen Eisenbahn-Gesellschaft übernahm, die über Nortorf und Bokelholm verlief. Zwar versuchte der englische Eisenbahnunternehmer Sir Samuel Morton Peto, diese Bahn durch Kauf in seinen Einflussbereich zu bringen; jedoch gelang es der AKE, von ihm dieses wertvolle Teilstück zum 1. Januar 1864 zu erwerben. Von da an zog sich Peto mehr und mehr aus Schleswig-Holstein zurück, und die AKE wurde hier die bedeutendste Eisenbahngesellschaft.
Der zusammen mit dem Senat der Hansestadt Hamburg vorgenommenen Bau der Hamburg-Altonaer Verbindungsbahn und des Bahnhofs Klosterthor führte die Strecke der AKE bis in die Nähe des Berliner Bahnhofs der Berlin-Hamburger Bahn und des „Lübecker Bahnhofs“ der Lübeck-Büchener Eisenbahn. An diesem Endpunkt kam 1872 nach Fertigstellung der Hamburger Elbbrücken der Venloer Bahnhof auf der Grasbrookinsel hinzu. Der Güterverkehr wurde am 30. September 1865 und der Personenverkehr am 16. Juli 1866 aufgenommen.
Vom Knotenpunkt Neumünster wurden am 31. Mai 1866 fast 90 Kilometer Strecken in Ostholstein eröffnet, nämlich Neumünster–Ascheberg–Eutin–Neustadt in Holstein, samt einer dortigen Hafenbahn, und die Querverbindung von Kiel über Preetz nach Ascheberg. Am 10. Dezember 1875 kam noch die 45 Kilometer lange Strecke Neumünster–Segeberg–Oldesloe hinzu.
Die Bahnstrecke von Altona nach Blankenese wurde am 19. Mai 1867 und deren 18 Kilometer lange Verlängerung bis Wedel am 2. Dezember 1883 eröffnet. Diese Strecke wurde ab 1907 Teil der Hamburg-Altonaer Stadt- und Vorortbahn und neben dem Güterverkehr (bis 1997) ab 1934 Teil der S-Bahn Hamburg.

## Betriebsführungen und Beteiligungen
Die AKE führte bis zum 31. Dezember 1862 den Bahnbetrieb zwischen Elmshorn und Glückstadt, den die im März 1844 gegründete Glückstadt-Elmshorner Eisenbahn-Gesellschaft am 20. Juli 1845 eröffnet hatte. Die Strecke wurde zwölf Jahre später, am 15. Oktober 1857, nach Itzehoe verlängert. Von 1870 bis 1884 führte die AKE den Betrieb der Schleswigschen Eisenbahnen, an denen sie auch kapitalmäßig beteiligt war.
Auch an der Kreis Oldenburger Eisenbahn AG war die AKE maßgeblich beteiligt. Sie führte den Betrieb, seit die erste Strecke Neustadt–Oldenburg in Holstein am 30. September 1881 eröffnet worden war. Die AKE besaß ferner Aktien der Westholsteinischen Eisenbahn-Gesellschaft und der von dieser später erworbenen Wesselburen-Heider Eisenbahn-Gesellschaft.

## Verstaatlichung
Als Folge des Deutsch-Dänischen Krieges wurde 1867 das Herzogtum Holstein Teil der preußischen Provinz Schleswig-Holstein. Ab 1883 begannen Verhandlungen über den Ankauf der Altona-Kieler Eisenbahn durch das Königreich Preußen, das bereits ab dem 1. März 1884 deren Verwaltung und Betriebsführung durch die Königliche Eisenbahndirektion Altona übernahm, die provisorische Räumlichkeiten der Stadt Altona bezog. Für einen Kaufpreis von 70,65 Millionen Mark wurden die Preußischen Staatseisenbahnen am 1. Januar 1887 (oder 1. Juli 1887) Eigentümer der AKE. Die Aktiengesellschaft wurde aufgelöst.
Die heutige Bahnstrecke Hamburg-Altona–Kiel befindet sich im Besitz der DB Netz, einer Tochter der Deutsche Bahn AG (Stand 2009).

## Mitglieder der Direktion
- Carl Theodor Arnemann, von 1844 bis 1845 „vorsitzender Direktor“.
- Eduard Friedrich Carl Dietz, „Ausführender Direktor“; war viele Jahre Oberingenieur[9].
- Theodor Heinrich Wilhelm Lehmann[10]
- Johann Christian Ravit, Direktor[11]
- Johann Carl Semper war ab 1844 „Mitglied der Direktion“ und ab 1846 „vorsitzender Direktor“[12]
- Heinrich Stoppel[13], Anwalt und  Notar in Altona
- Friedrich Dietrich Warnholz, Kaufmann in Altona, Ritter des Danebrog-Ordens (1856)